# Đảo Nam (quần đảo Hoàng Sa)
Đảo Nam là một đảo san hô thuộc nhóm đảo An Vĩnh của quần đảo Hoàng Sa. Đảo này nằm cách đảo Trung chỉ 700 m về phía đông nam.
Đảo Nam là đối tượng tranh chấp giữa Việt Nam, Đài Loan và Trung Quốc. Hiện nay, Trung Quốc đang kiểm soát đảo này.
- Tên gọi: đảo Nam; tiếng Anh: South Island; tiếng Trung: 南岛; bính âm: Nán dǎo, Hán-Việt: Nam đảo
- Hình thể: thon hẹp như đảo Bắc nhưng diện tích nhỏ hơn. Đảo nằm theo trục tây bắc - đông nam, dài khoảng 780 m, rộng khoảng 165 m, diện tích khoảng 0,12 km², xung quanh là những đê cát cao từ 4 đến 5 m.
- Môi trường: có nhiều cây xanh.